# J. J. Putz
Joseph Jason Putz (né le 22 février 1977 à Trenton, Michigan, États-Unis) est un lanceur de relève droitier qui joue dans les Ligues majeures de baseball de 2003 à 2014. Entre autres stoppeur pour les Mariners de Seattle et les Diamondbacks de l'Arizona, il réalise 189 sauvetages au cours de sa carrière, reçoit une invitation au match des étoiles et est élu releveur de l'année en 2007 dans la Ligue américaine.

## Carrière

### Mets de New York
Putz est passé des Mariners de Seattle, l'équipe avec qui il a joué ses six premières saisons, aux Mets de New York en décembre 2008 dans une transaction à trois équipes impliquant aussi les Indians de Cleveland et un total de 12 joueurs. Le 6 novembre 2009, une fois la saison terminée, les Mets ont choisi de ne pas exercer l'option sur le contrat de Putz, qui devint agent libre.

### White Sox de Chicago
Il rejoint les White Sox de Chicago le 11 décembre 2009 en s'engageant pour une saison.

### Diamondbacks de l'Arizona

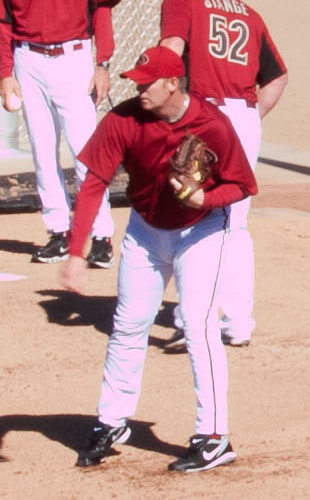
Putz en 2011 avec Arizona.

En décembre 2010, Putz signe un contrat de deux ans pour 10 millions de dollars, plus une année d'option, avec les Diamondbacks de l'Arizona, qui lui promettent le poste de stoppeur. Il renoue alors avec le rôle de stoppeur et protège 45 victoires des champions de la division Ouest. En 58 manches au monticule, il affiche une très belle moyenne de points mérités d 2,17 avec 61 retraits sur des prises. Ses 45 sauvetages n'est battu que par les 46 de John Axford et Craig Kimbrel dans la Ligue nationale. Il joue pour la première fois en séries éliminatoires et effectue trois sorties dans la Série de divisions contre les Brewers de Milwaukee. Dans le cinquième et dernier match de ce duel, il entre dans la partie en 10e manche mais il donne à Nyjer Morgan le coup sûr qui fait gagner Milwaukee 3-2 et met fin à la saison des Diamondbacks.
Stoppeur des D-Backs en 2012, Putz enregistre 32 sauvetages et maintient une moyenne de points mérités de 2,82 en 57 sorties et 54 manches et un tiers lancées. Il enregistre 65 retraits sur des prises.
En 2013, il n'enregistre que 6 sauvetages alors que des blessures déraillent sa saison. En 40 matchs et 34 manches et un tiers lancées, il fait bien cependant avec une moyenne de points mérités de 2,36 et 38 retraits sur des prises.
Il joue son dernier match dans le baseball majeur le 19 juin 2014 avec Arizona, qui le remercie de ses services alors que sa moyenne de points mérités s'élève à 6,59 en 13 manches et deux tiers lancées. En un peu moins de 4 saisons chez les Diamondbacks, sa fiche est de 7 victoires et 9 défaites en 175 présences en relève, avec 83 sauvetages et une moyenne de points mérités de 2,81 en 160 manches et un tiers lancées.

## Palmarès
J. J. Putz a joué 572 matchs dans le baseball majeur, tous comme lanceur de relève, de 2003 à 2014. Il compte 37 victoires, 33 défaites et 189 sauvetages. Sa moyenne de points mérités s'élève à 3,08 en 566 manches et deux tiers lancées et il compte 599 retraits sur des prises.
En novembre 2014, il est nommé assistant à Derrick Hall, le président et chef de la direction des Diamondbacks de l'Arizona.